# Pamětní medaile 2. střeleckého pluku Jiřího z Poděbrad
Pamětní medaile 2. střeleckého pluku Jiřího z Poděbrad je pamětní medaile 2. střeleckého pluku Jiřího z Poděbrad. Medaile byla zřízena velitelstvím 2. střeleckého pluku v roce 1946 v souvislosti s plukovními oslavami 30. výročí vzniku pluku.
Medaile je bronzová a jejím autorem je S. Hlobil.